# Плюве
Плюве́ (фр. Pluvet) — коммуна во Франции, находится в регионе Бургундия. Департамент коммуны — Кот-д’Ор. Входит в состав кантона Женли. Округ коммуны — Дижон.
Код INSEE коммуны — 21487.

## Население
Население коммуны на 2010 год составляло 419 человек.
| 1962 | 1968 | 1975 | 1982 | 1990 | 1999 | 2010 |
| ---- | ---- | ---- | ---- | ---- | ---- | ---- |
| 215  | 201  | 223  | 250  | 267  | 324  | 419  |

## Экономика
В 2010 году среди 266 человек трудоспособного возраста (15—64 лет) 213 были экономически активными, 53 — неактивными (показатель активности — 80,1 %, в 1999 году было 75,0 %). Из 213 активных жителей работали 191 человек (106 мужчин и 85 женщин), безработных было 22 (11 мужчин и 11 женщин). Среди 53 неактивных 19 человек были учениками или студентами, 26 — пенсионерами, 8 были неактивными по другим причинам.